# Дачный (Ульяновская область)
Дачный — упразднённый в 2004 году посёлок в Мелекесском районе Ульяновской области России. Ныне отдалённый микрорайон (посёлок) города Димитровграда в Ульяновской области Российской Федерации.

## География
Микрорайон находится в восточной части Левобережья, в лесостепной зоне, в пределах Низкого Заволжья, на левом берегу реки Мелекесс, возле села Русский Мелекесс.

### Уличная сеть
Осевая улица — Шишкина.
Шесть параллельных улиц (Лесная, Луговая, Полевая, Пирогова, Попова, Шишкина) и переулок Луговой.

### Климат
Климат характеризуется как умеренно континентальный, с тёплым летом и умеренно холодной зимой. Средняя температура воздуха самого тёплого месяца (июля) — 20 °C (абсолютный максимум — 39 °C); самого холодного (января) — −13,8 °C (абсолютный минимум — −47 °C). Продолжительность безморозного периода составляет в среднем 131 день. Среднегодовое количество атмосферных осадков составляет 406 мм. Снежный покров образуется в конце ноября и держится в течение 145 дней.

## История
На рубеже 1976—1977 годов недалеко от посёлка Дачный, началось строительство мясокомбината. Предварительно здесь проделана большая работа по подготовке самой площадки и созданию подъездных путей. В целом под новостройку отведено 44 гектара («Ульяновская правда», 26.1.1977)
01.09.1998 открылась школа № 27 (Луговая ул, 40).
В декабре 1998 года начал работать детсад № 55 "Солнышко.
Посёлок Дачный вошёл в границы муниципального образования «Город Димитровград» 13 июля 2004 года вместе с посёлком Торфболото (всего 17 га).

## Инфраструктура
Школа № 27, детский сад № 55 «Солнышко», стадион. Расположено одно из городских кладбищ. Есть дачный массив.

## Достопримечательности
Обелиск воинам Великой Отечественной войны

## Транспорт
До посёлка Дачный можно добраться на рейсовых автобусах № 52 и 53.